# Göstling an der Ybbs
Göstling an der Ybbs ist eine Marktgemeinde im Bezirk Scheibbs in Niederösterreich mit 2040 Einwohnern (Stand 1. Jänner 2025).

## Geografie
Göstling an der Ybbs liegt im Mostviertel in der niederösterreichischen Eisenwurzen in Niederösterreich. Die Fläche der Marktgemeinde umfasst 143,55 Quadratkilometer. 84,7 Prozent der Fläche sind bewaldet.
Der Markt liegt an der NÖ. Eisenstraße inmitten der Göstlinger Alpen (Hochkar 1808 m, Dürrenstein 1878 m) im Dreiländereck Niederösterreich, Steiermark, Oberösterreich und gehört zum politischen Bezirk Scheibbs. Geographisch gehört Göstling mit der Gebirgsgruppe Göstlinger Alpen zum nördlichen Kalkalpengebirge.

### Gemeindegliederung
Das Gemeindegebiet umfasst folgende 13 Ortschaften (in Klammern Einwohnerzahl Stand 1. Jänner 2025):
- Eisenwiesen (28) samt Buchmais
- Göstling an der Ybbs (584)
- Großegg (3) samt Hof
- Hochreit (106)
- Königsberg (83)
- Lassing (159) samt Hochkar
- Mendling (18)
- Oberkogelsbach (43)
- Pernegg (25)
- Steinbachmauer (85)
- Stixenlehen (382) samt Graben, Ölgraben und Senonerfeld
- Strohmarkt (316)
- Ybbssteinbach (208) samt  Hagenbach, Hochrieß und Steinbach

Die Gemeinde besteht aus den Katastralgemeinden Göstling, Hochreith, Königsberg, Lassing, Steinbachmauer und Ybbssteinbach.

### Nachbargemeinden
| St. Georgen am Reith (Bezirk Amstetten)    |                                             | Lunz am See                    |
| Hollenstein an der Ybbs (Bezirk Amstetten) | Kompassrose, die auf Nachbargemeinden zeigt | Gaming                         |
| Landl (Bez. Liezen, Stmk.)                 |                                             | Wildalpen (Bez. Liezen, Stmk.) |

## Geschichte

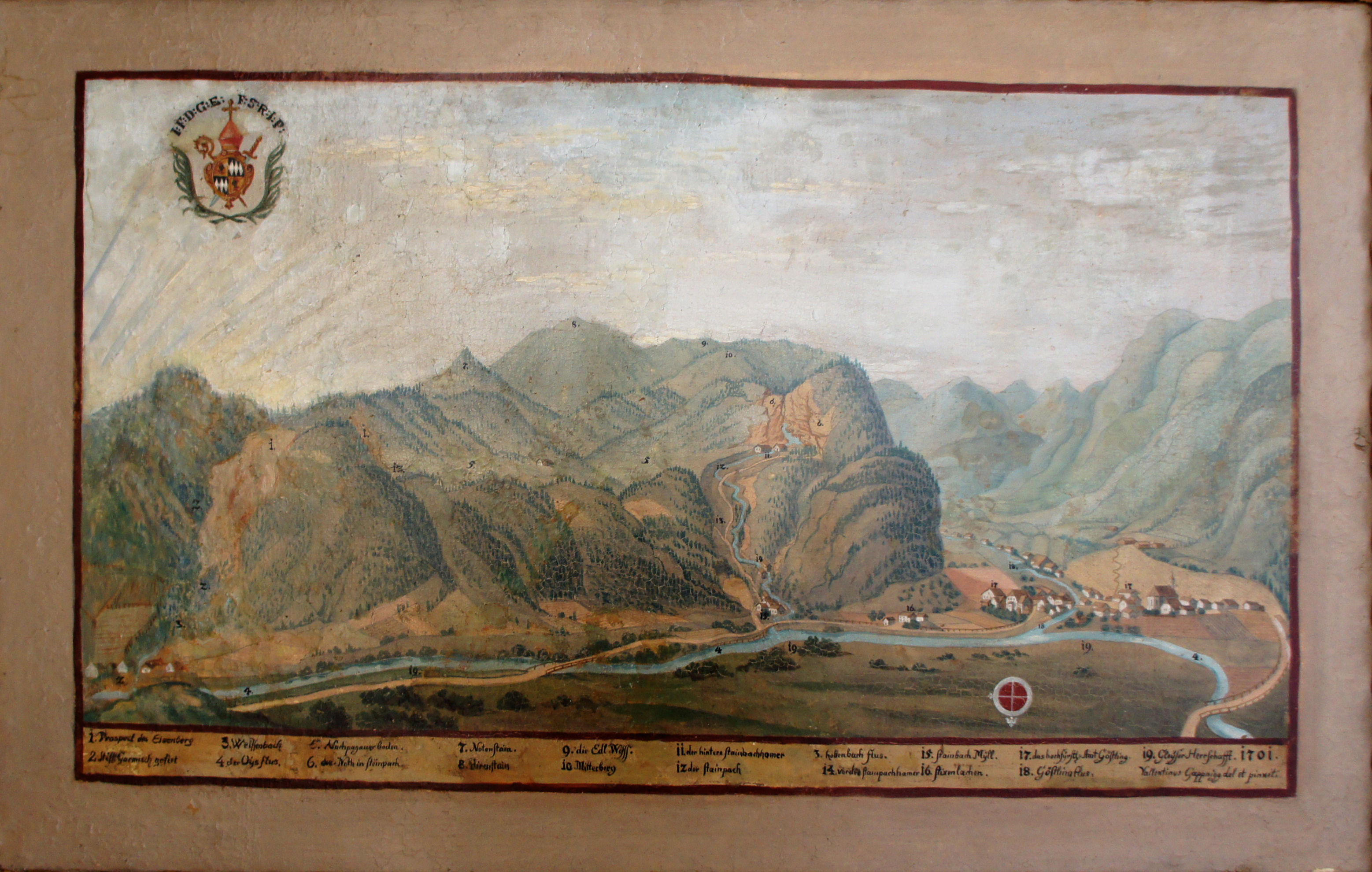
Göstling 1701 von Norden auf einem Gemälde im Fürstengang Freising

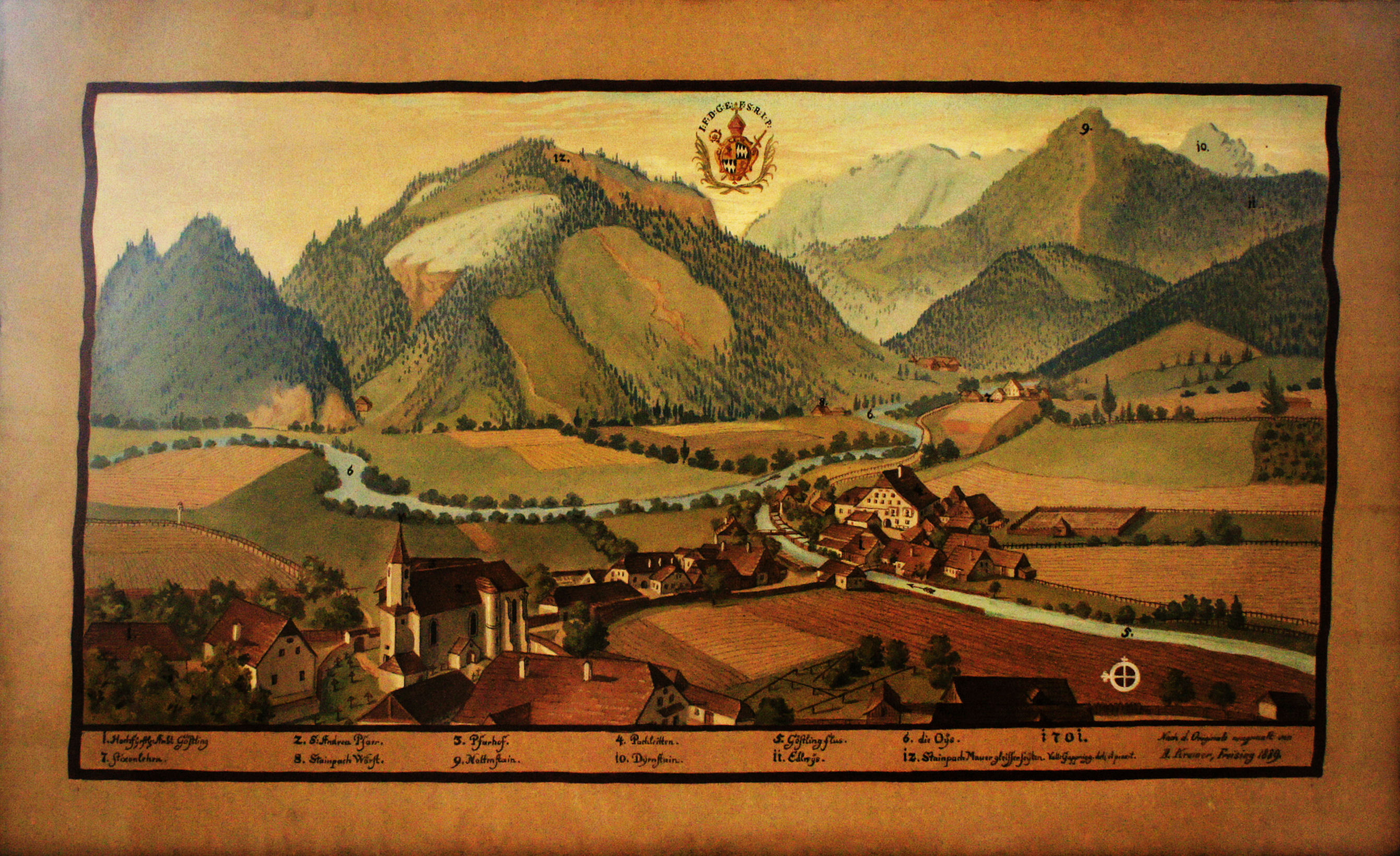
Göstling 1701 von Süden

Im Altertum war das Gebiet Teil der Provinz Noricum.
Göstling wird erstmals 1305 im Freisinger Urbar erwähnt. 1316 wird ein Eisenhammer genannt. Das Eisen wurde ursprünglich vom Dürrenberg bezogen, später vom steirischen Erzberg. Der Ausbau der Dreimärktestraße durch das Mendlingtal 1544 bis 1561 führte zum wirtschaftlicher Aufschwung des Ortes durch die Eisenverarbeitung und den Lebensmittelhandel. Von der Dreimärktestraße wurde der Erzberg mit Lebensmitteln versorgt;  im Gegenzug wurde das Roheisen weiterverarbeitet. Das letzte originale Straßenstück der historischen Eisenstraße befindet sich in Lassing.
1962 wurde Göstling zur Marktgemeinde erhoben.
Nach dem Niedergang der Eisenproduktion im 19. Jahrhundert wurde die Holzwirtschaft zum wichtigsten Wirtschaftszweig. Im Mendlingtal bei Göstling steht eine der letzten Holztriftanlagen Mitteleuropas. Heute führt dort ein Themenweg durch Schluchten, über Triftwege und über Brücken ("Erlebniswelt Mendlingtal").
Laut Adressbuch von Österreich waren im Jahr 1938 in der Ortsgemeinde Göstling ein Arzt, ein Taxiunternehmer, zwei Bäcker, ein Binder, ein Branntweinhändler, ein Fellhändler, ein Friseur, ein Fuhrwerker,  fünf Gastwirte, sechs Gemischtwarenhändler, ein Glaser, eine Hebamme, ein Hutmacher, ein Konsumverein, ein Korbflechter, drei Gerätehersteller, ein Lebzelter, ein Fotograf, zwei Sattler, ein Schlosser, drei Schmiede, drei Schneider und sechs Schneiderinnen, vier Schuster, zwei Sägewerke, ein Sodawassererzeuger, eine Sparkasse, vier Tischler, zwei Uhrmacher, ein Weinhändler, zwei Wagner, ein Zimmermeister, zwei Zuckerbäcker und einige Landwirte ansässig.
Zwischen  Juli 1944 und April 1945 wurden ungarische Juden (23 Männer, 42 Frauen und 11 Kinder) als Zwangsarbeiter im Straßenbau eingesetzt. Von Teilen der Göstlinger Bevölkerung wurde den Juden dabei immer wieder heimlich Nahrungsmittel zugesteckt. Beim Massaker von Göstling, das in der Nacht vom 12. auf den 13. April 1945 stattfand, wurden in Göstling alle 76 jüdische Zwangsarbeiter ermordet. Mitglieder der Waffen-SS und HJ steckten die Lagerbaracke der Opfer mittels Panzerfäusten und Handgranaten in Brand.

### Einwohnerentwicklung
| Göstling an der Ybbs: Einwohnerzahlen von 1869 bis 2024 | Göstling an der Ybbs: Einwohnerzahlen von 1869 bis 2024 | Göstling an der Ybbs: Einwohnerzahlen von 1869 bis 2024 | Göstling an der Ybbs: Einwohnerzahlen von 1869 bis 2024 | Göstling an der Ybbs: Einwohnerzahlen von 1869 bis 2024 |
| ------------------------------------------------------- | ------------------------------------------------------- | ------------------------------------------------------- | ------------------------------------------------------- | ------------------------------------------------------- |
| Jahr                                                    |                                                         |                                                         |                                                         | Einwohner                                               |
| 1869                                                    | 1869                                                    |                                                         | 2.031                                                   | 2.031                                                   |
| 1880                                                    | 1880                                                    |                                                         | 1.748                                                   | 1.748                                                   |
| 1890                                                    | 1890                                                    |                                                         | 1.630                                                   | 1.630                                                   |
| 1900                                                    | 1900                                                    |                                                         | 1.852                                                   | 1.852                                                   |
| 1910                                                    | 1910                                                    |                                                         | 2.117                                                   | 2.117                                                   |
| 1923                                                    | 1923                                                    |                                                         | 2.244                                                   | 2.244                                                   |
| 1934                                                    | 1934                                                    |                                                         | 2.069                                                   | 2.069                                                   |
| 1939                                                    | 1939                                                    |                                                         | 1.886                                                   | 1.886                                                   |
| 1951                                                    | 1951                                                    |                                                         | 1.998                                                   | 1.998                                                   |
| 1961                                                    | 1961                                                    |                                                         | 2.053                                                   | 2.053                                                   |
| 1971                                                    | 1971                                                    |                                                         | 2.159                                                   | 2.159                                                   |
| 1981                                                    | 1981                                                    |                                                         | 2.198                                                   | 2.198                                                   |
| 1991                                                    | 1991                                                    |                                                         | 2.187                                                   | 2.187                                                   |
| 2001                                                    | 2001                                                    |                                                         | 2.181                                                   | 2.181                                                   |
| 2011                                                    | 2011                                                    |                                                         | 2.085                                                   | 2.085                                                   |
| 2021                                                    | 2021                                                    |                                                         | 1.984                                                   | 1.984                                                   |
| 2024                                                    | 2024                                                    |                                                         | 2.033                                                   | 2.033                                                   |
| Quelle(n): Statistik Austria, Gebietsstand 1.1.2021     |                                                         |                                                         |                                                         |                                                         |

## Kultur und Sehenswürdigkeiten

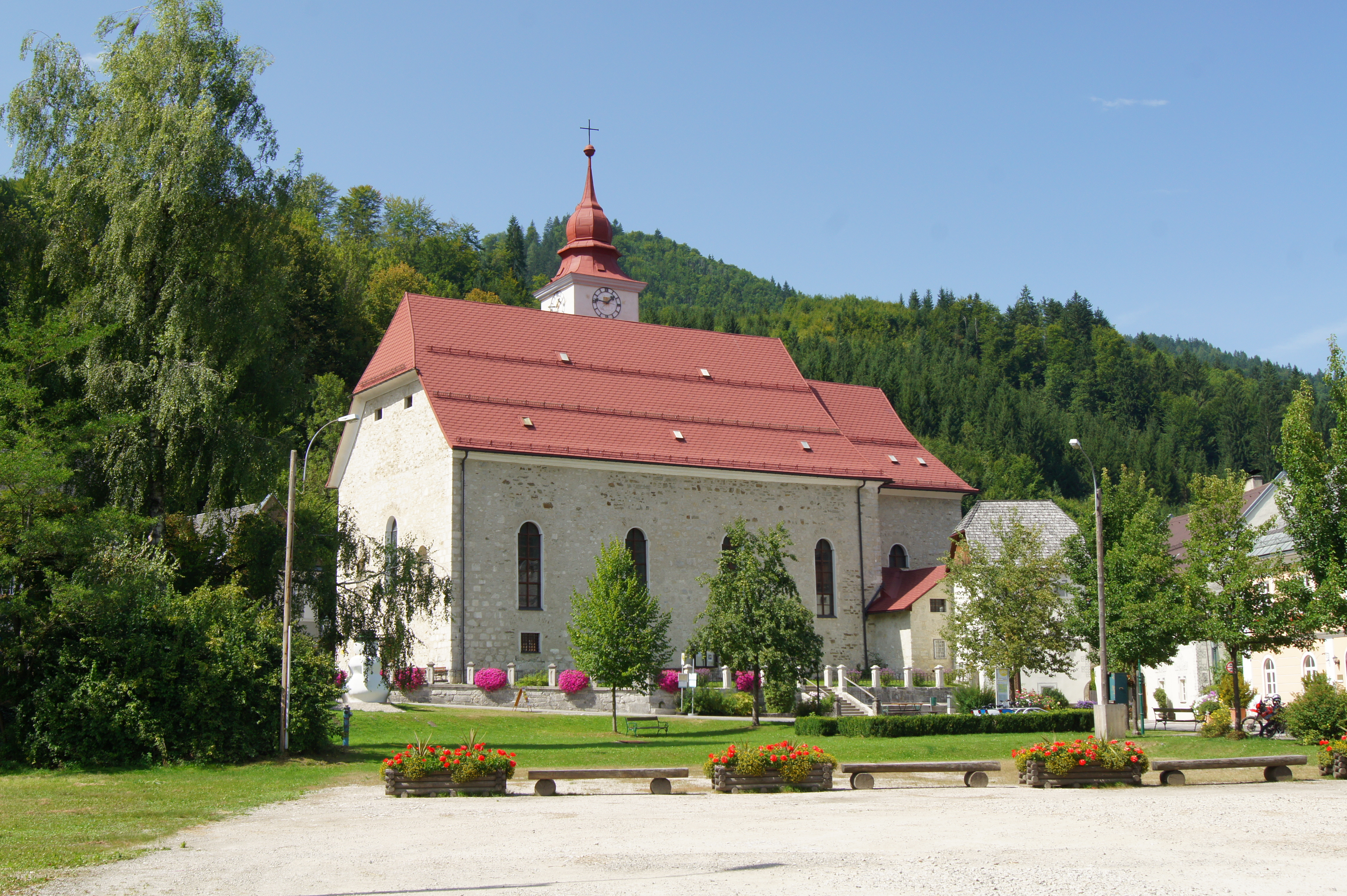
Pfarrkirche Göstling an der Ybbs

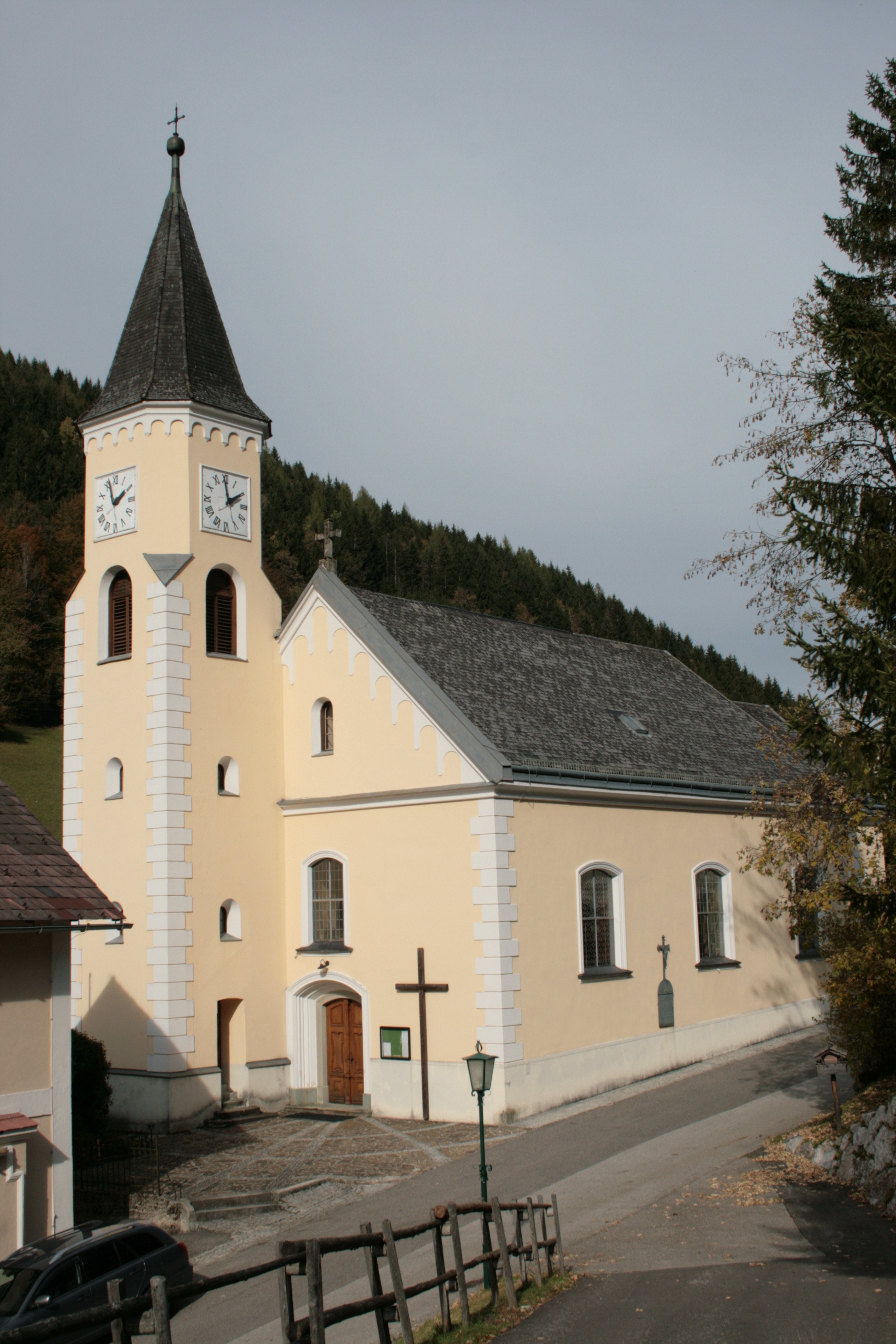
Pfarrkirche Mendling zu Lassing

Von der einstigen Bedeutung des Eisens für die Gegend zeugen Herrenhäuser und Hämmer,
darunter
der "Fassziehhammer" aus dem 16. Jahrhundert,
das "Pfarrstöckl" bei der Kirche mit Sgraffitomalerei aus der Renaissance
und das "Fürstenhaus" bzw. "Asyl" (ein Gewerkenhaus, nach der Familie Fürst benannt; wurde 1878 von Bettina Rothschild als Kinderheim für Forstarbeiter gestiftet).
- Katholische Pfarrkirche Göstling an der Ybbs hl. Andreas: spätbarock, gotische Tore, Turm 1718 von Josef Munggenast barockisiert. Die Bilder des Hl. Andreas, der Hl. Maria und des Hl. Antonius von Padua wurden 1794 von Martin Johann Schmidt, bekannt als Kremser Schmidt gemalt.
- Katholische Pfarrkirche Mendling zu Lassing hl. Laurentius
- Sgraffito: Sgraffito in Göstling an der Ybbs (siehe „Galerie“ unten)
- Dr.-Stepan-Park

### Veranstaltungen
- Pfingstfest: jährliches Pfingstfest des heimischen Fußballklubs
- Siebenhüttenfest: organisiert vom Schiklub und dem Kameradschaftsbund rund um Mariä Aufnahme in den Himmel
- Schneeflockerlball der Jungen ÖVP: ein Ball am oder um den Stephanitag
- Fest der Bergrettung: gibt es immer am ersten Augustwochenende

## Wirtschaft und Infrastruktur
War früher der Ort durch Eisenindustrie (Eisenwurzen) und Landwirtschaft geprägt, ist heute neben der Land- und Forstwirtschaft vor allem der Tourismus vorherrschend.
Nichtlandwirtschaftliche Arbeitsstätten gab es im Jahr 2001 99, land- und forstwirtschaftliche Betriebe nach der Erhebung 1999 110. Die Zahl der Erwerbstätigen am Wohnort betrug nach der Volkszählung 2001 907. Die Erwerbsquote lag 2001 bei 42,54 Prozent. Einer der Arbeitgeber ist das im Dezember 2009 eröffnete Ybbstaler Solebad mit insgesamt etwa 60 Mitarbeitern.

### Öffentliche Einrichtungen
In der Gemeinde gibt es einen Kindergarten, eine Volksschule und eine Mittelschule.

### Tourismus
- Ybbstaler Solebad

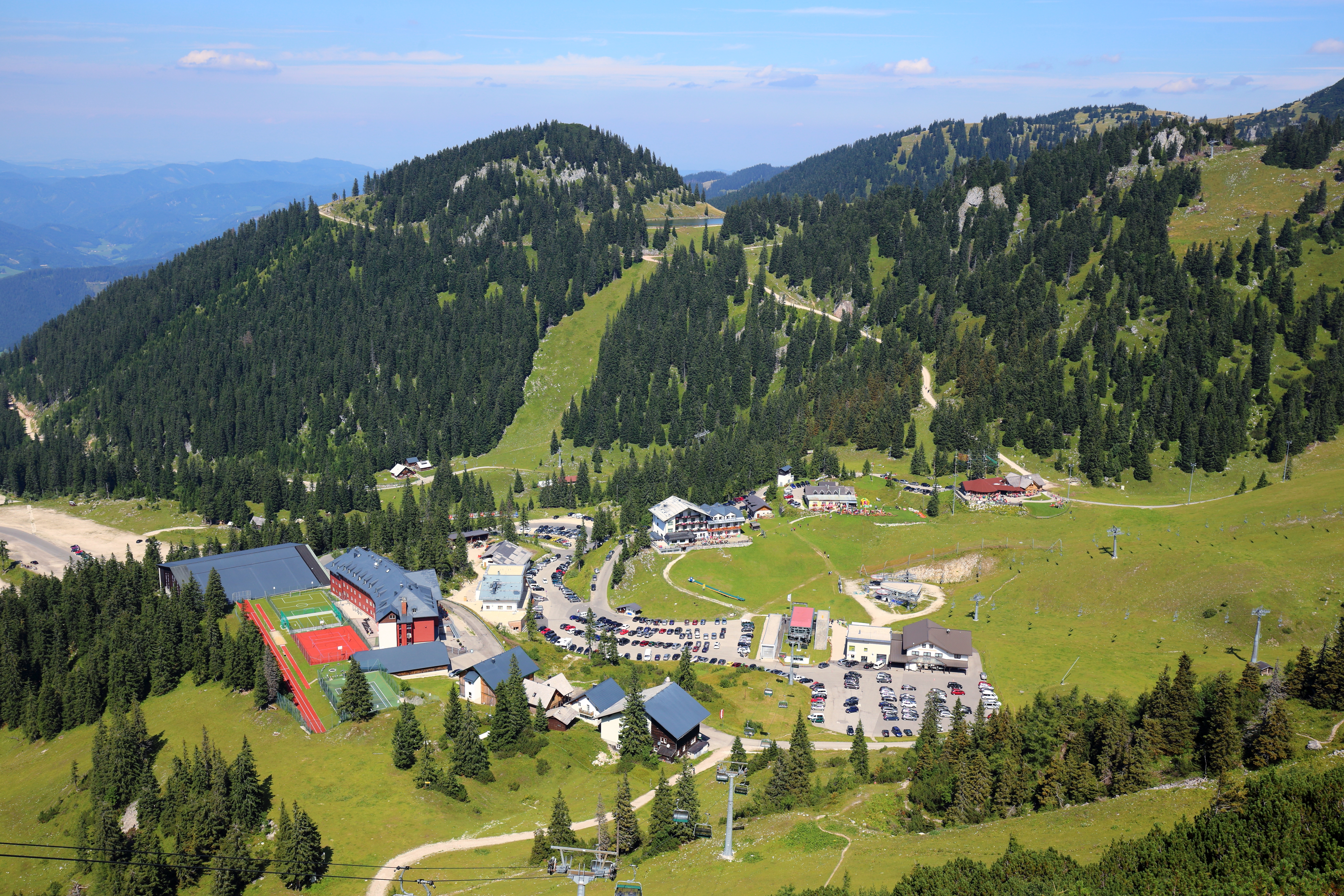
Talstation des Schigebietes Hochkar

- Wintertourismus: Göstling ist einer der traditionsreichsten Urlaubsorte Niederösterreichs und hat mit dem Hochkar das größte und schneesicherste Schigebiet Niederösterreichs. Es sind Pisten sämtlicher Schwierigkeitsgrade, von leichten Hängen bis zu steilen Buckelpisten vorhanden. An Liftanlagen verfügt das Schigebiet über vier Vierersessellifte, eine kuppelbare Vierersesselbahn, zwei Schlepplifte und einen Doppelsessellift. Neben einem weiteren, kleineren Schigebiet (Steinbachlifte) ergänzen Naturbahnrodeln, ein Hallenbad mit Saunapark, mehrere Langlaufloipen, darunter die „Langlaufloipe Leckermoor - Hochreit“ die touristischen Angebote im Winter.
- Sommertourismus: Sommertouristisch ist vor allem Wandern bis 1880 m Seehöhe auf bewirtschaftete Almen, Rafting, Gleitschirmfliegen und die Erlebniswelt „Mendlingtal“ mit einer der letzten Holztriftanlagen Europas hervorzuheben.

### Verkehr
- Bahn: Bis zum Jahr 2009 verfügte Göstling über eine Station an der schmalspurigen Ybbstalbahn der ÖBB. Im Sommer 2012 wurde die Museumsbahn Kienberg-Gaming – Lunz, eine ehemalige Teilstrecke der Ybbstalbahn, nach Göstling verlängert.
- Bus: Es gibt öffentliche Buslinien nach Waidhofen an der Ybbs, Scheibbs, Palfau und zur Hochkar-Talstation.

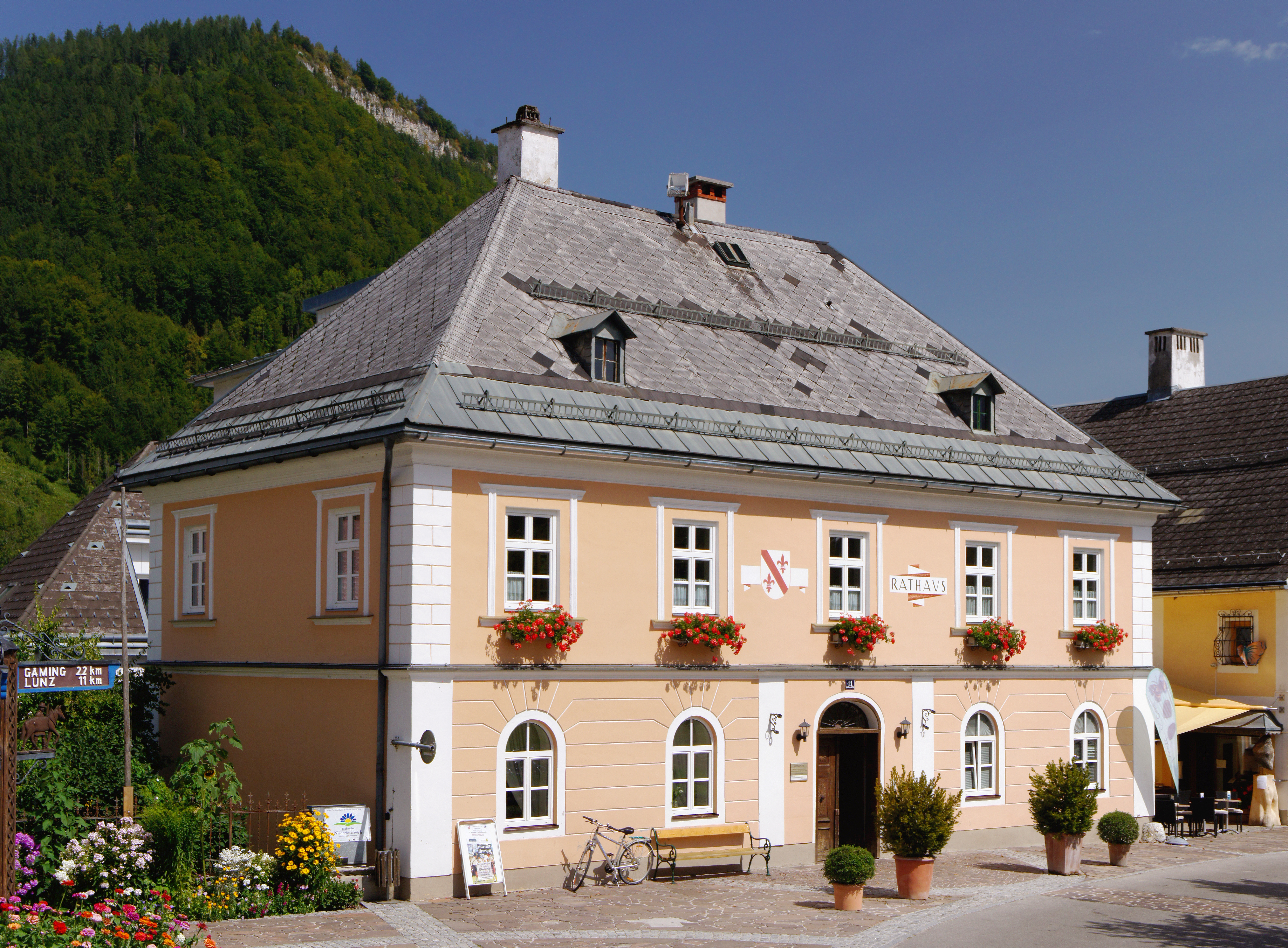
Rathaus von Göstling an der Ybbs

## Politik

### Gemeinderat
| Der Gemeinderat hat 21 Mitglieder. - Mit den Gemeinderatswahlen in Niederösterreich 1990 hatte der Gemeinderat folgende Verteilung: 12 ÖVP und 9 SPÖ. - Mit den Gemeinderatswahlen in Niederösterreich 1995 hatte der Gemeinderat folgende Verteilung: 13 ÖVP und 8 SPÖ. - Mit den Gemeinderatswahlen in Niederösterreich 2000 hatte der Gemeinderat folgende Verteilung: 13 ÖVP und 8 SPÖ. - Mit den Gemeinderatswahlen in Niederösterreich 2005 hatte der Gemeinderat folgende Verteilung: 12 ÖVP und 9 SPÖ. - Mit den Gemeinderatswahlen in Niederösterreich 2010 hatte der Gemeinderat folgende Verteilung: 13 ÖVP und 8 SPÖ. - Mit den Gemeinderatswahlen in Niederösterreich 2015 hatte der Gemeinderat folgende Verteilung: 12 ÖVP und 9 SPÖ. - Mit den Gemeinderatswahlen in Niederösterreich 2020 hat der Gemeinderat folgende Verteilung: 16 ÖVP und 5 SPÖ. | Die zur Anzeige dieser Grafik verwendete Erweiterung wurde dauerhaft deaktiviert. Wir arbeiten aktuell daran, diese und weitere betroffene Grafiken auf ein neues Format umzustellen. (Mehr dazu) |

### Bürgermeister
- bis 2007 Viktor Gusel (ÖVP)
- 2008–2014 Franz Heigl (ÖVP)
- seit 2014 Friedrich Fahrnberger (ÖVP)[15]

### Partnergemeinden
Partnergemeinden von Göstling an der Ybbs sind
- Stadtgemeinde Purkersdorf
- Hüttenberg in Deutschland

## Persönlichkeiten

### Ehrenbürger
- 2020: Josef Hahn (* 1950), Pfarrer von Göstling an der Ybbs[17]

### Söhne und Töchter der Gemeinde
- Karl Gottsbacher (1852–1933), Fossiliensammler
- Ludwig Fahrnberger (1904–1997), Politiker (ÖVP) und Landwirt
- Friedrich Romig (* 1926), Ökonom und Publizist
- Alois Mitterhuber (* 1932), Choreograf, Ballettmeister und Pädagoge
- Josef Schrefel (* 1945), Politiker (ÖVP) und Landwirt
- Olga Pall (* 1947), Skirennläuferin
- Reinhard Sieder (* 1950), Historiker, Sozial- und Kulturwissenschaftler
- Franz Kemetmüller (* 1961), Bezirkshauptmann
- Christoph Bertl (* 1981), Schlagersänger, Komponist und Unterhaltungskünstler
- Philipp Gallhuber (* 1995), Fußballspieler und -trainer

### Mit der Gemeinde verbundene Persönlichkeiten
- Andreas Buder (* 1979), Skirennläufer, in Göstling aufgewachsen
- Elfi Deufl (* 1958), Skirennläuferin, lebt in Göstling
- Johannes Dürr (* 1987), Langläufer, in Göstling aufgewachsen
- Katharina Gallhuber (* 1997), Skirennläuferin, lebt in Göstling
- Christoph Krenn (* 1994), Skirennläufer
- Herbert Mandl (* 1961), Alpinskitrainer und Skirennläufer, in Göstling aufgewachsen
- Thomas Sykora (* 1968), österreichischer Skirennläufer
- Kathrin Zettel (* 1986), Skirennläuferin, lebt in Göstling

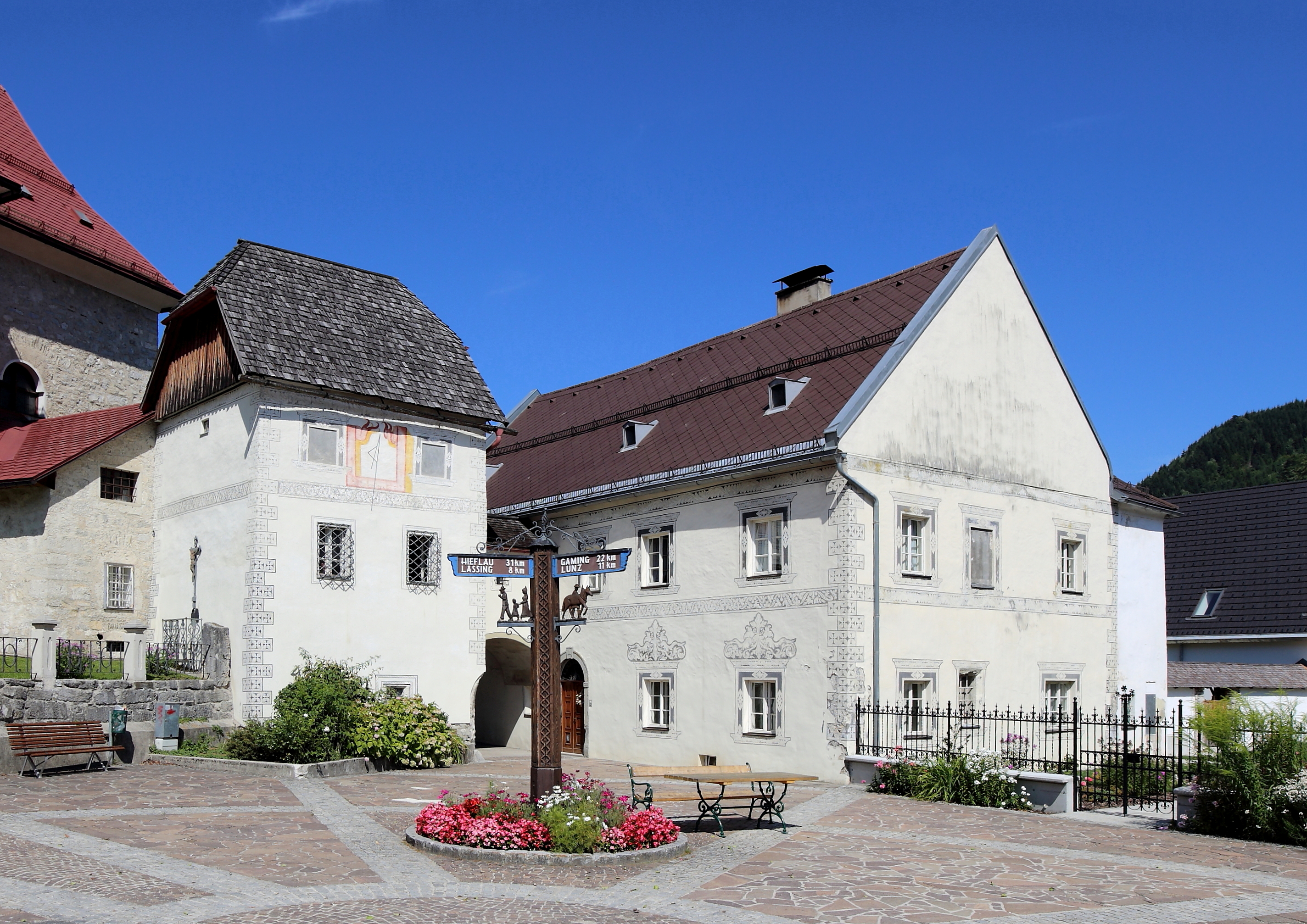
Göstling
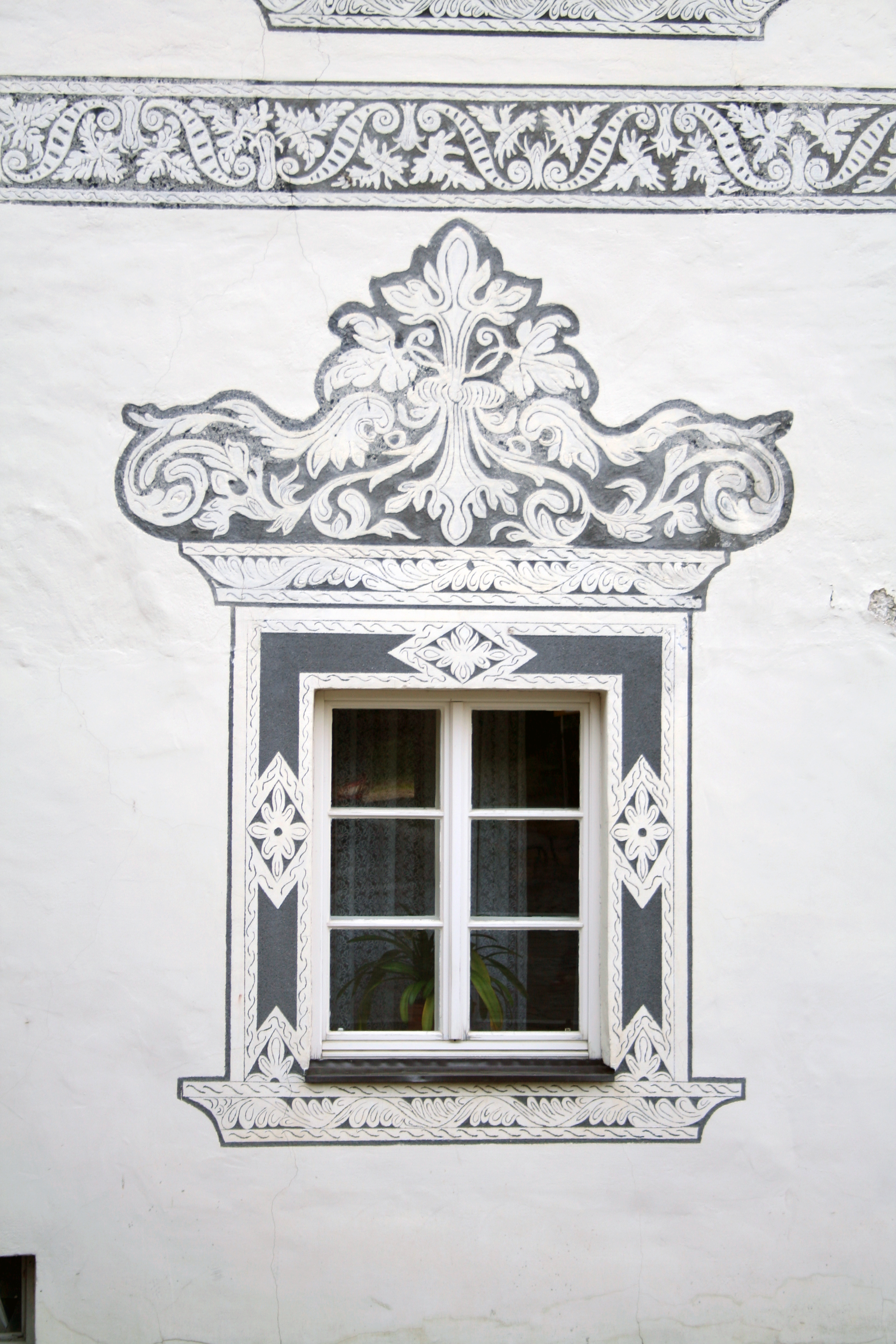
Sgraffito in Göstling an der Ybbs
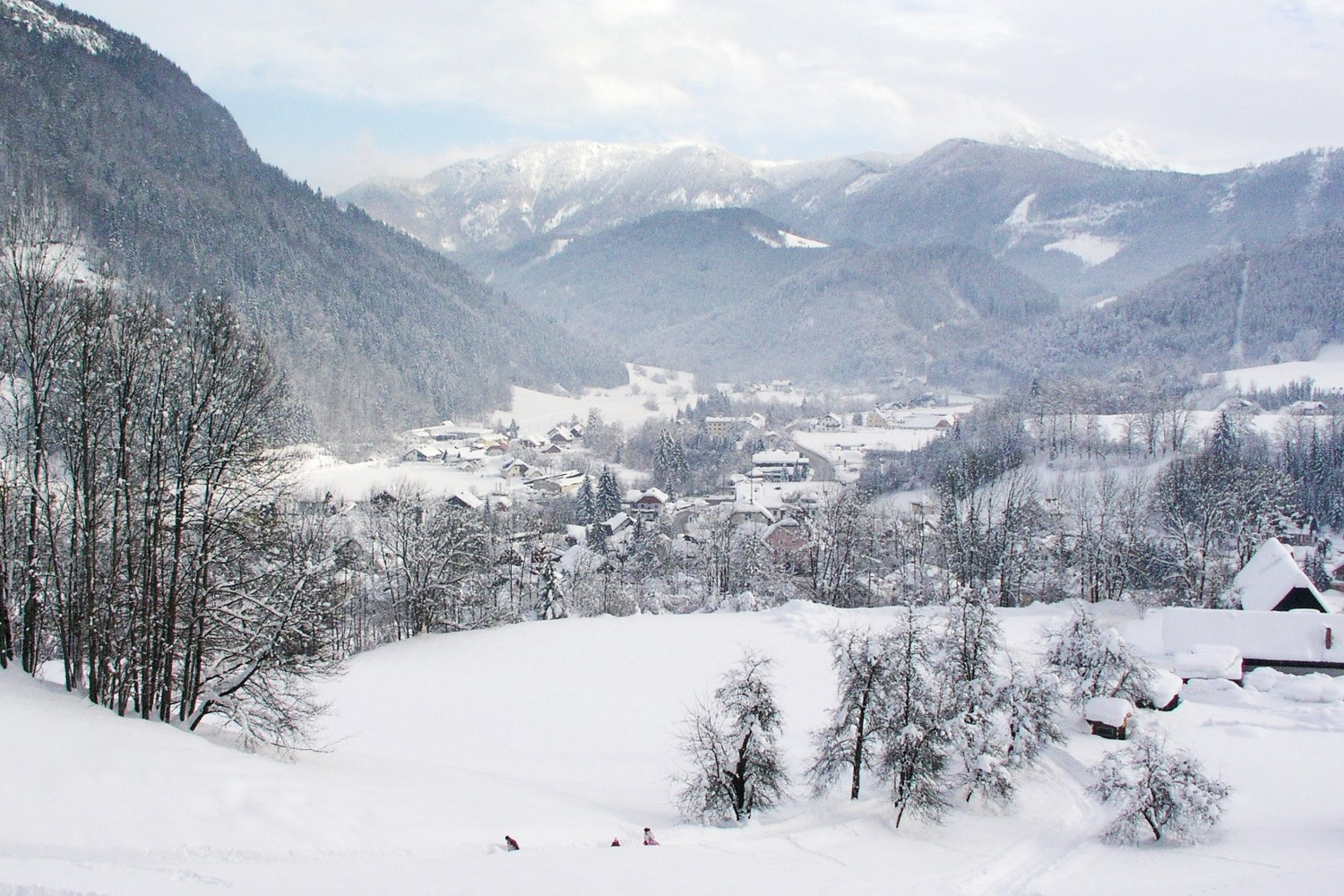
Winterpanorama
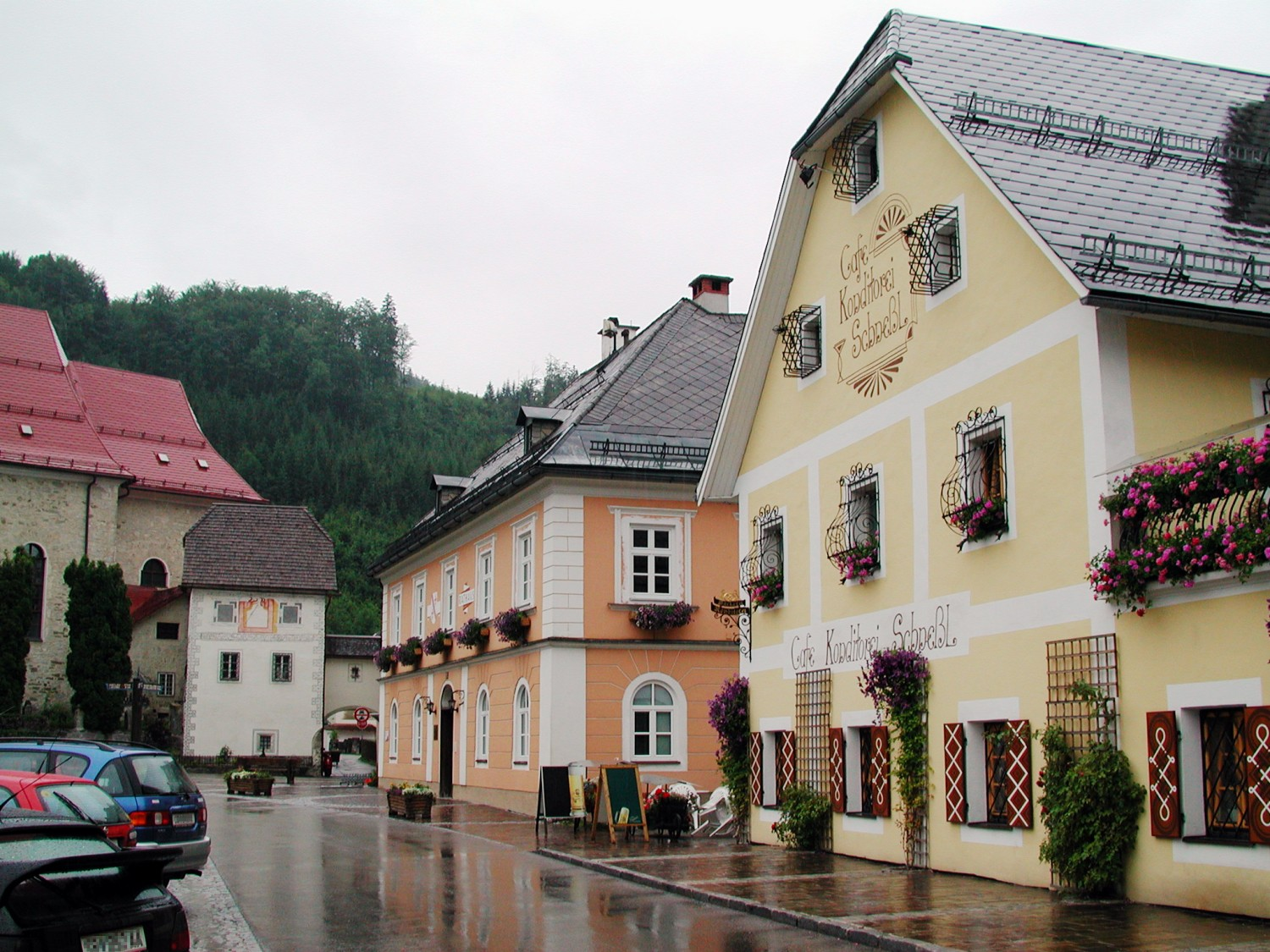
Am Hauptplatz